# Haasenmühle
Haasenmühle ist eine Hofschaft im Süden der bergischen Großstadt Solingen.

## Lage und Beschreibung
Haasenmühle befindet sich abseits städtischer Bebauung im Süden des Solinger Stadtgebiets innerhalb des Stadtbezirks Burg/Höhscheid. Der Ort befindet sich in der naturräumlichen Einheit Unteres Wuppertal in einem schmalen Talkessel am Ufer des Nacker Bachs kurz vor dessen Mündung in die Wupper. Diese bildet die südliche Stadtgrenze zu Leichlingen. Nach Osten und nach Westen erheben sich die meist bewaldeten Hänge des Nacker Bachtals, die als Teil des Landschaftsschutzgebiets Zentrale Höhenrücken und Bachtäler ausgewiesen sind.
Dem Verlauf des Nacker Bachs folgt die Leichlinger Straße, die als Kreisstraße 1 klassifiziert ist, und über eine Wupperbrücke in Richtung Leichlingen führt. In Höhe der namensgebenden Haasenmühle zweigt eine Straße nach Wipperaue ab. Von dieser Straße zweigt eine weitere kleine Stichstraße ab, die zur Hofschaft Haasenmühle führt und auch deren Namen trägt. Zum Baubestand der Hofschaft zählen eine Reihe historischer Fachwerkhäuser, von denen die meisten unter Denkmalschutz stehen.
Benachbarte Orte sind bzw. waren (von Nord nach Süd): Oelmühle, Schirpenbruch, Höhmannsberg, Wipperbanden, Wippe, Wipperaue (alle zu Solingen), Altenhof, Nesselrath und Kradenpuhl (alle zu Leichlingen), Horn, Birkendahl und Eickenberg (alle zu Solingen).

## Etymologie
Der Ortsname ist von dem Namen der gleichnamigen Wassermühle abgeleitet, der wiederum von dem Familiennamen Hase oder Haase abgeleitet ist.

## Geschichte
Die Haasenmühle selbst lässt sich bis in das Jahr 1711 zurückverfolgen, die zugehörige Hofschaft hat mindestens bereits im 15. Jahrhundert bestanden. Der Ort ist in der Karte Topographia Ducatus Montani, Blatt Amt Solingen, von Erich Philipp Ploennies aus dem Jahr 1715 mit einer Hofstelle verzeichnet und als Hasenmühl benannt. Er gehörte zur Honschaft Höhscheid innerhalb des Amtes Solingen. Die Topographische Aufnahme der Rheinlande von 1824 verzeichnet den Ort als HaſenM., während in der Preußischen Uraufnahme von 1844 Mühle und Ort nur unbenannt verzeichnet sind. In der Topographischen Karte des Regierungsbezirks Düsseldorf von 1871 ist der Ort als Hasenmühl verzeichnet.
Nach Gründung der Mairien und späteren Bürgermeistereien Anfang des 19. Jahrhunderts gehörte Haasenmühle zur Bürgermeisterei Höhscheid und lag dort in der Flur VII. Höhe.
1815/16 lebten 19, im Jahr 1830 23 Menschen im als Häuser und Etablissement bezeichneten Hasenmühle. 1832 war der Ort weiterhin Teil der Honschaft Höhscheid innerhalb der Bürgermeisterei Höhscheid. Der nach der Statistik und Topographie des Regierungsbezirks Düsseldorf als Hofstadt kategorisierte Ort besaß zu dieser Zeit unter dem Namen in der Hasenmühl sechs Wohnhäuser, zwei Fabrikationsstätten bzw. Mühlen und sechs landwirtschaftliche Gebäude. Zu dieser Zeit lebten 36 Einwohner im Ort, davon sechs katholischen und 30 evangelischen Bekenntnisses. Die Gemeinde- und Gutbezirksstatistik der Rheinprovinz führt den Ort 1871 mit sechs Wohnhäusern und 45 Einwohnern auf. Im Gemeindelexikon für die Provinz Rheinland von 1888 werden für Hasenmühle acht Wohnhäuser mit 56 Einwohnern angegeben. 1895 besitzt der Ortsteil neun Wohnhäuser mit 47 Einwohnern und gehörte kirchlich zum evangelischen Kirchspiel Rupelrath, 1905 werden acht Wohnhäuser und 37 Einwohner angegeben.
Mit der Städtevereinigung zu Groß-Solingen im Jahre 1929 wurde Haasenmühle ein Ortsteil Solingens. Seit den Jahren 1984, 1988 bzw. 1994 stehen von den historischen Fachwerkhäusern im Ort die Gebäude Haasenmühle 3, 4, 6, 8, 14 sowie das ehemalige Mühlgebäude Haasenmühle 1 unter Denkmalschutz. Die Wupperbrücke der Leichlinger Straße südlich von Haasenmühle musste 2017 aufgrund ihres schlechten Zustands für den Verkehr gesperrt werden. Sie wurde bis 2021 durch einen Neubau an gleicher Stelle ersetzt.
Bei dem verheerenden Hochwasserereignis Mitte Juli 2021 wurden infolge von anhaltendem Starkregen große Teile von Haasenmühle überschwemmt, die Schäden an den historischen Fachwerkhäusern waren groß. Um künftigen Hochwasserereignissen vorzubeugen, wurde 2022 die kleine Straßenbrücke Haasenmühle über den Nacker Bach abgerissen und durch eine Brücke mit einem größeren Querschnitt ersetzt.

## Baubestand
Die Hofschaft gilt mit ihrem Ensemble aus kleineren Fachwerkbauten trotz jüngerer Veränderungen als anschauliches Beispiel für die typische Siedlungsform des Solinger Raumes. Die ein- und zweigeschossigen Bauten stammen aus dem 17. bis zum 19. Jahrhundert. Sie sind mit ihren inneren Freiflächen, der zugehörigen Mühle und der als Landschaftsschutzgebiet ausgewiesenen Umgebung von besonderer städtebaulicher und historischer Bedeutung für die Entwicklung Solingens.
Ab 2014 wurde die Sanierung des aus dem 17. Jahrhundert stammenden Gebäudes Haasenmühle 8 darum mit Mitteln der Deutschen Stiftung Denkmalschutz gefördert. Die Sanierung des zweigeschossigen Fachwerkhauses, das zu den ältesten im Ort zählt, wurde 2016 abgeschlossen.

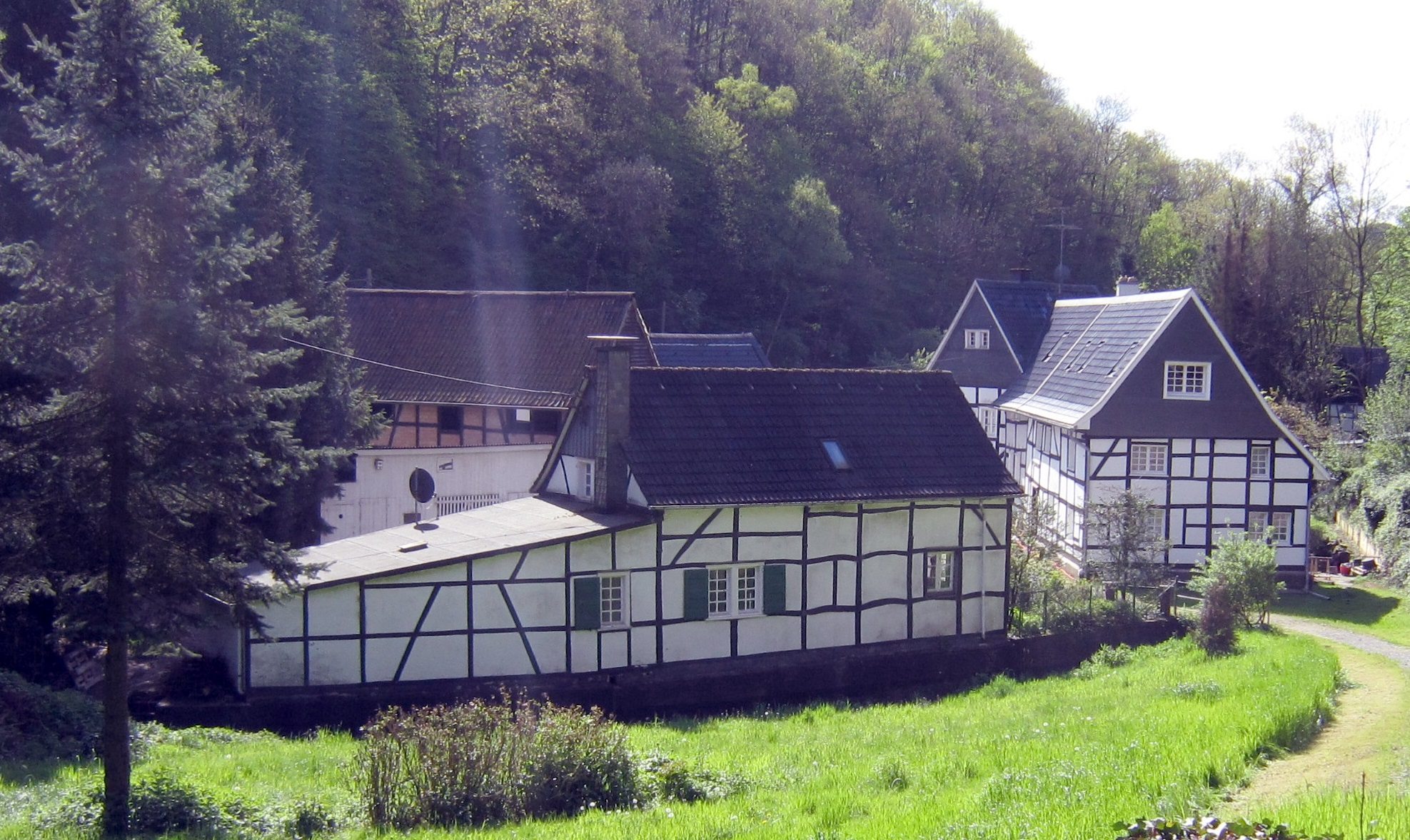
Blick auf die Hofschaft
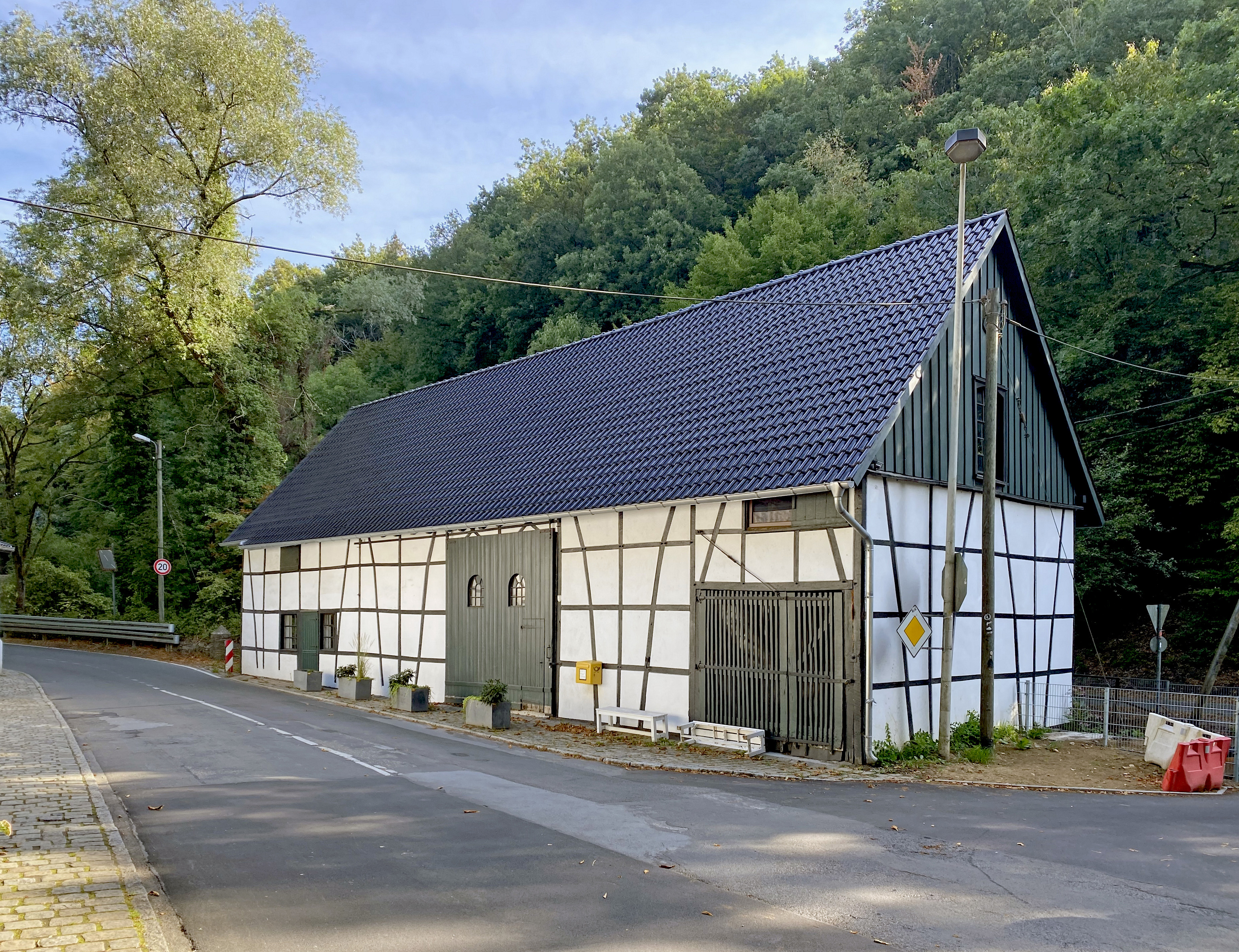
Haasenmühle 3
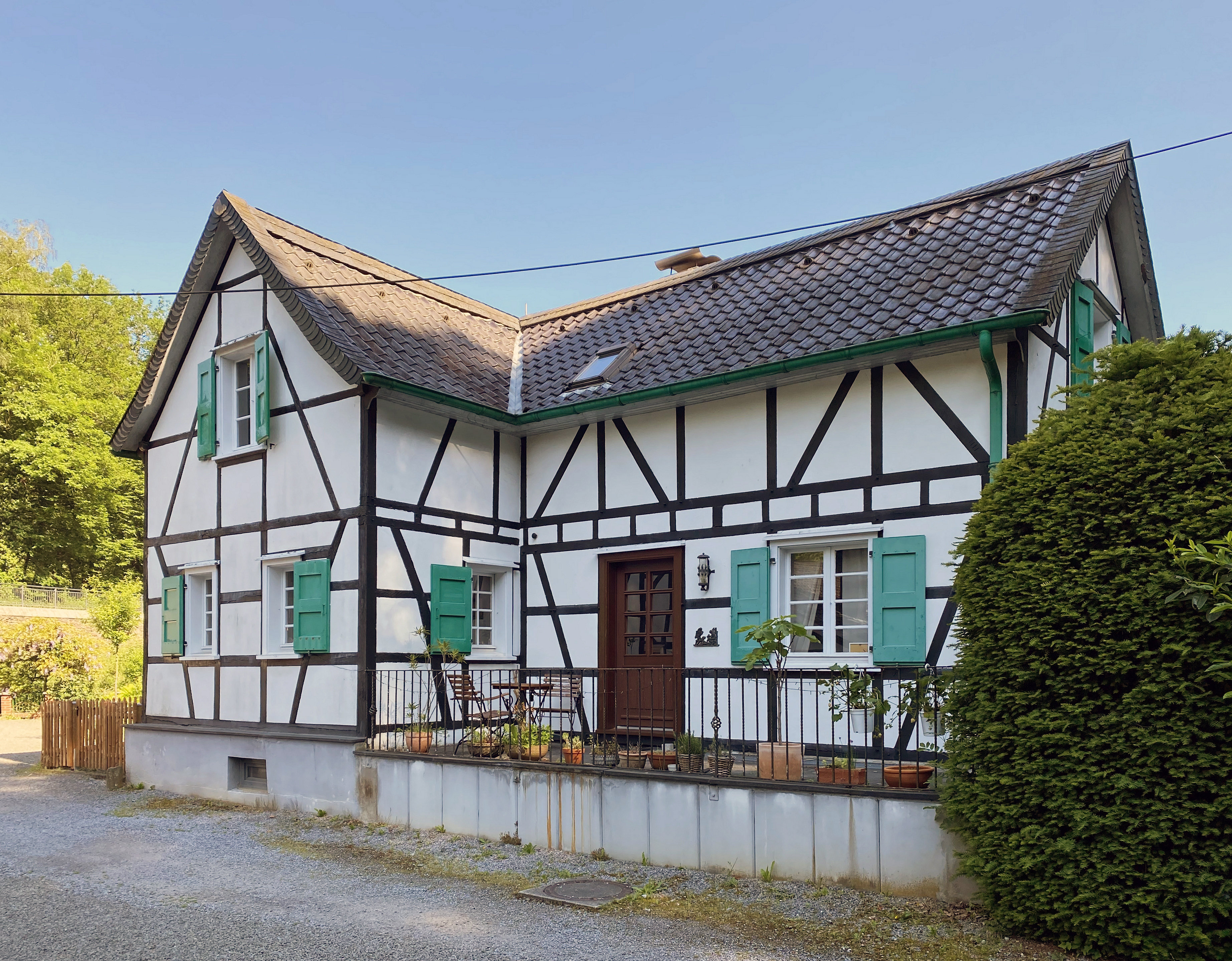
Haasenmühle 4
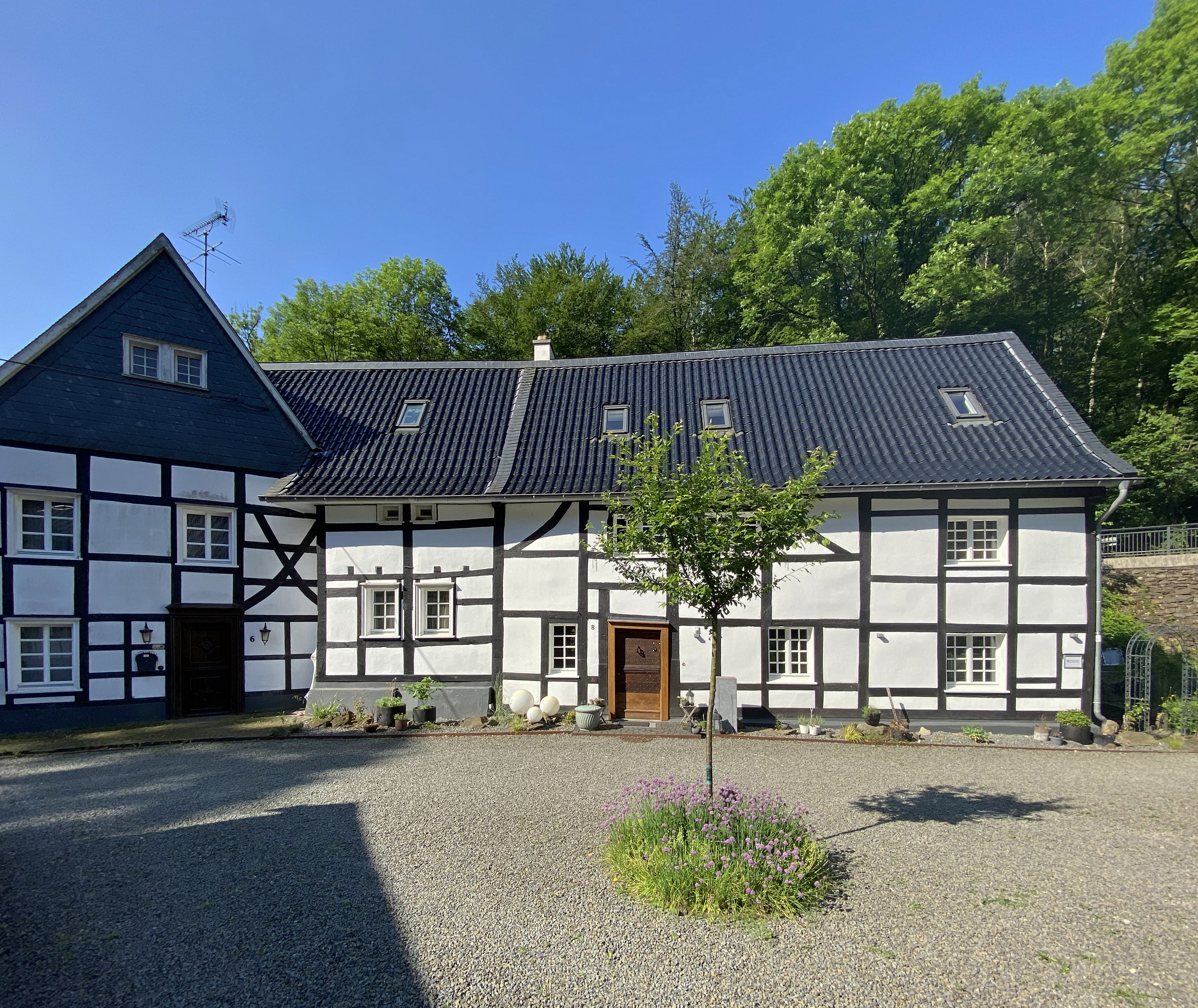
Haasenmühle 6, 8
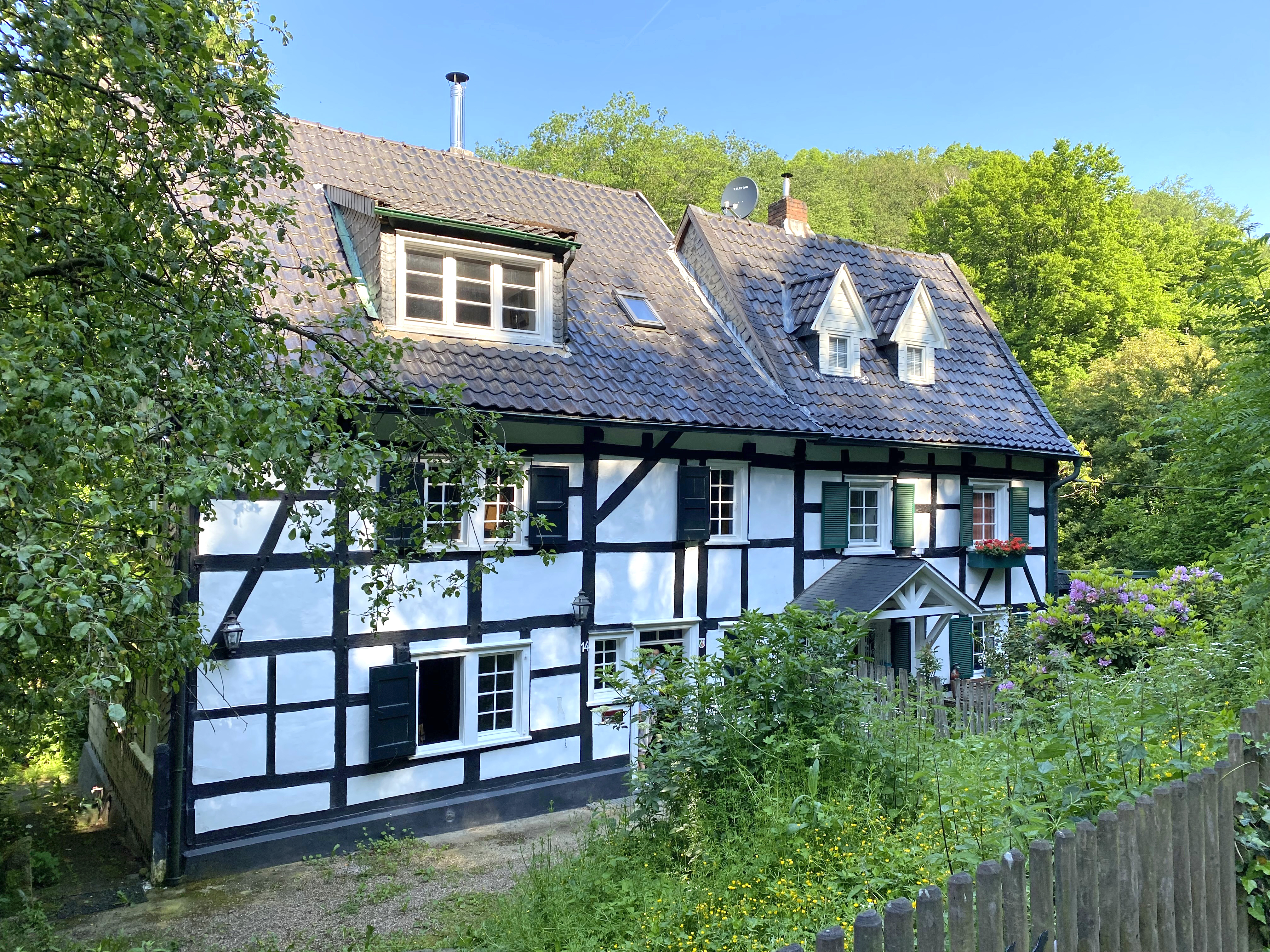
Haasenmühle 14, 16

## Nahverkehr
Haasenmühle ist lediglich durch den VRS-Schnellbus SB25 an das Busnetz angebunden, der Solingen u. a. mit der Nachbarstadt Leichlingen und Köln verbindet und der von der Wupsi betrieben wird (bis Januar 2023 als Linie 250 geführt).
| Linie | Linienverlauf |
| ----- | --- |
| SB25  | Köln Hbf – Chempark – Leverkusen-Mitte – Opladen Busbahnhof – Leichlingen – Haasenmühle – Höhscheid – Graf-Wilhelm-Platz |